# هاينريش جرابوسكي
هاينريش جرابوسكي (بالألمانية: Heinrich Emanuel Grabowski)‏ (و. 1792 – 1842 م) هو عالم نبات، وصيدلي، من بولندا، توفي في فروتسواف، عن عمر يناهز 50 عاماً بسبب زحار.